# 스빈퓔킹

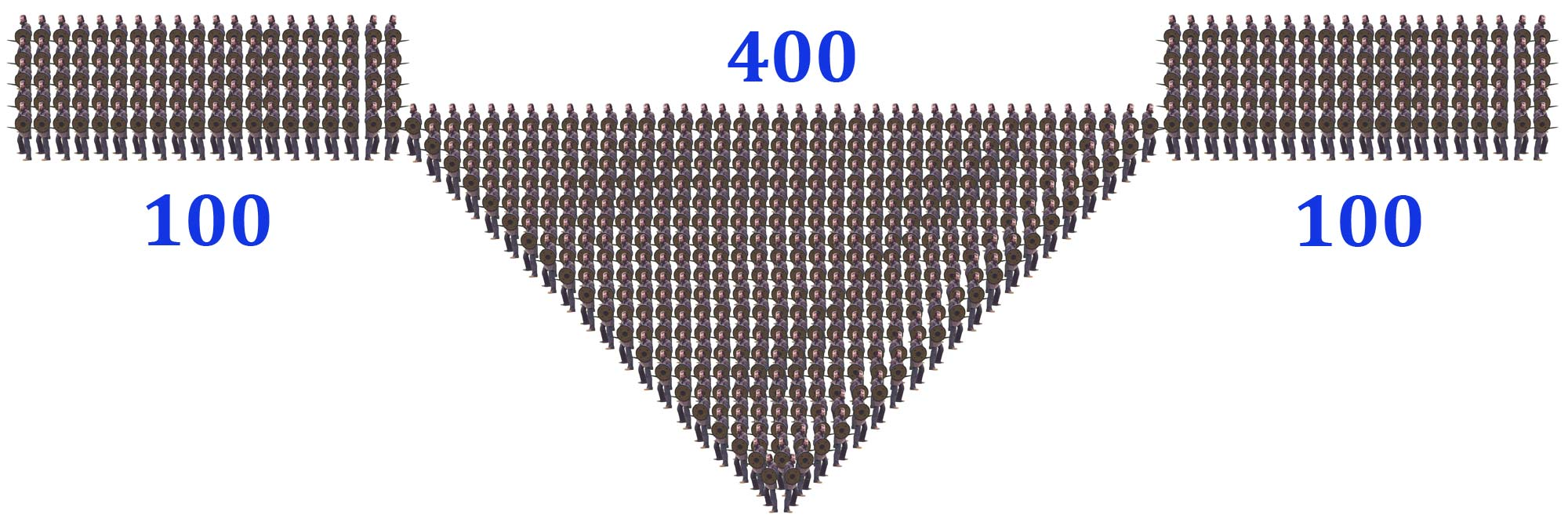

스빈퓔킹(고대 노르드어: Svinfylking→멧돼지 주둥이)은 철기시대 스칸디나비아와 이후 바이킹 시대에 게르만족이 사용한 추형진의 일종이다. 스빈퓔킹이란 멧돼지의 머리 또는 주둥이라는 뜻이며, 주신 오딘이 고안한 진형이라고 한다.
쐐기의 앞꼭짓점에 1개 오가 배치된다. 이후 쐐기의 뿌리 쪽으로 갈수록 1개 오를 이루는 전사의 수가 많아져서 삼각형을 이룬다. 전사들의 삼각형 양 측면에 그들의 가족이나 부족민들이 붙어서 응집력을 더한다. 이 진형은 적의 횡대를 뚫을 때 유리했고 심지어 종대를 상대로도 사용할 수 있었다. 하지만 후퇴전에서는 불리한 진형이다.

## 같이 보기
- 추형진